# Papamosques de l'Atles
El papamosques de l'Atles (Ficedula speculigera) és una espècie d'ocell de la família dels muscicàpids (Muscicapidae) que habita els boscos de les muntanyes del nord-oest africà, des del Marroc, cap a l'est, a través del nord d'Algèria, fins a Tunis.

## Taxonomia
Segons la llista mundial d'ocells del Congrés Ornitològic Internacional (versió 12.1, gener 2022) aquest tàxon tindria la categoria d'espècie. Tanmateix, altres obres taxonòmiques, com el Handook of the Birds of the World i la quarta versió de la BirdLife International Checklist of the birds of the world (Desembre 2019), el consideren una subespècie del mastegatatxes (Ficedula hypoleuca speculigera).